# Chavarriella dubia
Chavarriella dubia là một loài bướm đêm trong họ Geometridae.